# Коляда Олександр Володимирович
Олександр Володимирович Коляда (сценіч. — Олесь Коляда, 11 червня 1949, Бердичів) — співак, баяніст, композитор, журналіст, реставратор музичних інструментів. Член Національної спілки журналістів України (2010). За понад 50 років творчості написав близько 2 тис. музичних творів і удостоєний численних відзнак і нагород.
Композитор написав музику гімну Військово-Повітряних Сил України, спорту інвалідів України, багатьох навчальних закладів, заводів, міст, зокрема Бердичева, Романова і Коростеня. Олесь — це сценічне ім'я, яке чоловіку придумав друг Матвій Аничкін — продюсер, композитор, один із засновників рок-гурту «Круїз».

## Біографія
Народився у Бердичеві 11 червня 1949 року. Навчався у Рівненському музичному училищі (1965–67; викл. В. Голубничий), закін. Луцьке музичне училище (1969; викл. В. Король).
Навчався композиції в Москві у педагога Анатолія Шахалов у університеті мистецтв (Москва, 1981). Служив у Прикарпатському військовому окрузі.
У 1973–74 — артист Житомирської та Чернігівської філармоній; 1974–75 — соліст ансамблю «Молоді голоси» (Росія); 1982 — артист ансамблю «Мальви» при Укрконцерті; 1982–85 — соліст білоруського ансамблю «Сябри».
|  | «У «Сябрах» я записав 5 вінілових дисків, був дуже помітним в програмі, дуже багато роботи робив в колективі, співав і сольні пісні. Ми багато пісень співали, які стали зірковими піснями. Це «Глухариная заря», «Шумите, берези», «Алеся», – пригадує композитор. |

1987–91 — артист циркового колективу «Диваки» при Бердичівському Палаці культури. 1991–98 гастролював із авторською творчою програмою «Людина-оркестр». Водночас від 1993 працює майстром-реставратором, настроювачем музичних інструментів у навчальних, культурно-освітніх, дошкільних закладах, музеях України. Також займається журналістською діяльністю. Його пісні увійшли до репертуару таких відомих виконавців, як О. Василенко, П. Зібров, С. Фіцич, В. Оберемко, В. Волощук, П. Мрежук та ін. Коляда співпрацював з Ансамблями пісні і танцю ЗС України та ВПС України. Автор і виконавець пісень на слова Лесі Українки, В. Сосюри, сучасних поетів Б. Олійника, М. Сингаївського, М. Ткача, М. Луківа, В. Крищенка, Г. Чубач, О. Бакуменка, Л. Федорука, А. Кондратюка, М. Пасічника, Наталія Мазур та ін.

## Твори
Серед автор. зб. пісень:
- «Моїй Україні», «Моя душа», «Мій Бердичів», «Пісні для української родини» (усі — Київ, 2000),
- «Порцелянове диво», «Етюди для баяна» (обидві — 2003),
- «Джерельце» (2004),
- «Спогад» (2012),
- «Пам'яті друга» (2013; усі — Бердичів),
- «Уклін матерям» (В., 2007).

### Авторське виконання
- Намальований ранок на YouTube
- Нічна казка про кохання на YouTube

## Нагороди
- Ґран-Прі міжнародного фестивалю сучасної української естрадної пісні «Пісенний вернісаж» (Київ, 1999).
- Лауреат Всеукраїнського конкурсу молодих виконавців на народних інструментах (Рівне, 1969),
- Лауреат 2-го Всеукраїнського конкурсу на краще виконання української пісні «Боромля-96» (Суми),
- Лауреат Всеукраїнського конкурсу композиторських талантів «Спалахи багаття» (Київ, 2008),
- Лауреат 2-го Всеукраїнського фестивалю-конкурсу військово-патріотріотичної пісні «Афганістан звучить у моїй душі» (Миколаїв; 2008),
- Лауреат Всеукраїнського конкурсу військово-патріотичної пісні «Озброєні піснею, покликані маршем» (Київ, 2011).
- Лауреат Літературно-мистецької премії імені Д.Луценка(2016)[2]
- Всеукраїнська літературно-мистецька премія Українського фонду культури «Шануймо рідне…» імені Данила Бакуменка (в номінації пісенна творчість)[3].
- Премія імені Богдана Хмельницького за краще висвітлення військової тематики у творах літератури та мистецтва (2019)[1].

## Сім'я
Чоловік має 4 сини і 7 онуків.